# سيب ماير

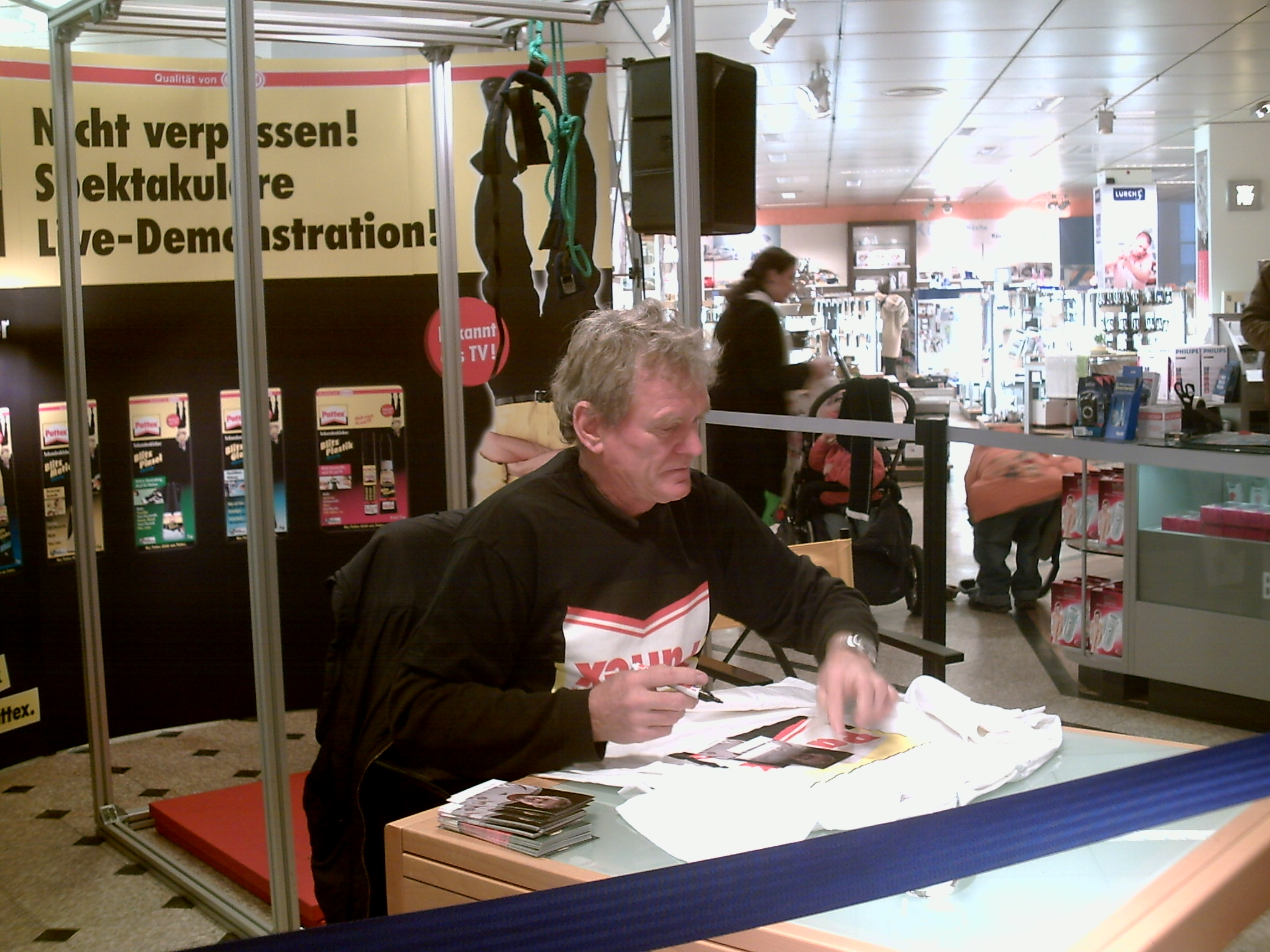
ماير يوقع أوتوغرافات في مدينة بريمن

جوزيف ديتر«سيب» ماير (بالألمانية: Sepp Maier)، من مواليد 28 فبراير 1944 في إنزينغ في ألمانيا، لاعب كرة قدم سابق، ومدرب كرة قدم حالي، وقد كان يلعب في مركز حراسة المرمى، وقد فاز مع منتخب ألمانيا لكرة القدم في كأس العالم لكرة القدم 1974، وكأس الأمم الأوروبية لكرة القدم 1972، وقد فاز مع نادي بايرن ميونخ الألماني بلقب دوري أبطال أوروبا ثلاثة مرات متتالية في أعوام 1974 و1975 و1976.

## مسيرتة الرياضية
بدأ حياته الكروية مهاجما مع فريق هاو يدعى هار وفي موسم 1958-1959 أوقعت قرعة كأس ألمانيا الغربية هذا الفريق الهاوي مع بايرن ميونخ وأثناء تلك المباراة وكان التعادل السلبي سيد الموقف حتى الدقيقة 35 كانت بداية سيب ماير بين الخشبات الثلاث لأول مرة بالصدفة عندما تعرض الحارس الأساسي لفريقه لإصابة خطيرة كسرت يده على إثرها ليجد سيب نفسه وعمره 15 عاما يحرس مرمى فريقه ... لكن مهاجمي النادي البافاري سجلوا في مرماه يومها 8 أهداف ناهيك عن تصديه لأضعافها ... ورغم ذلك انتزع ذلك المراهق إعجاب مسؤولي البايرن فاستدعوه للعب معهم بقية مسيرته الكروية
و قد أمضى ماير مسيرته الكروية مع نادي بايرن ميونخ، وقد فاز بلقب الدوري الألماني أربعة مرات ولقب دوري أبطال أوروبا ثلاثة مرات، وبين عام 1966 و1977 لعب 422 مباراة من غير أن يغيب عن أي مباراة، وهو رقم قياسي ألماني، وقد أختير أفضل لاعب في ألمانيا ثلاثة مرات في أعوام 1975 و1977 و1978.
و قد اختير ماير ضمن منتخب ألمانيا لكرة القدم في أربعة كؤوس للعالم، بدأها في كأس العالم لكرة القدم 1966 وأنهاها في كأس العالم لكرة القدم 1978، وقد فاز مع منتخب ألمانيا لكرة القدم في كأس العالم لكرة القدم 1974 وكأس الأمم الأوروبية لكرة القدم 1972 ولكنه خسر في نهائي كأس الأمم الأوروبية لكرة القدم 1976 أمام منتخب تشيكوسلوفاكيا لكرة القدم، وقد لعب 95 مباراة دولية مع منتخب ألمانيا لكرة القدم.
و قد أنهى مسيرته الكروية في عام 1979 بعد تعرضه لحادث سيارة كاد أن يودي بحياته، وبعد أن تعافى من الإصابات الخطيرة، عاد إلى كرة القدم ولكن هذه المرة كمدرب لحراس المرمى في نادي بايرن ميونخ ومنتخب ألمانيا لكرة القدم، وفي أكتوبر 2004 تم إنهاء عقده مع منتخب ألمانيا لكرة القدم بسبب أنه تكلم للإعلام بأن أوليفر كان أفضل من ينز ليمان، مما أثار حفيظة المدرب يورغن كلينسمان.

## روابط خارجية
- سيب ماير على موقع IMDb (الإنجليزية)
- سيب ماير على موقع الموسوعة البريطانية (الإنجليزية)
- سيب ماير على موقع ميوزك برينز (الإنجليزية)
- سيب ماير على موقع ديسكوغز (الإنجليزية)
- سيب ماير على موقع قاعدة بيانات الفيلم (الإنجليزية)
- سيب ماير على موقع كينوبويسك (الروسية)
- سيب ماير على موقع الاتحاد الدولي (مؤرشف)  (الإنجليزية)
- سيب ماير على موقع الاتحاد الأوربي (الإنجليزية)
- سيب ماير على موقع قاعدة بيانات كرة القدم.إي يو (الإنجليزية)
- سيب ماير على موقع بيانات كرة القدم. دي إي (الألمانية)
- سيب ماير على موقع ناشيونال فوتبول تيمز (الإنجليزية)
- سيب ماير على موقع عالم كرة القدم.نت (الإنجليزية)